# Notonewtonia watti
Notonewtonia watti – gatunek chrząszcza z rodziny kusakowatych, podrodziny łodzikowatych i plemienia Scaphisomatini.
Gatunek ten opisany został w 2003 roku przez Ivana Löbla i Richarda A.B. Leschena. Epitet gatunkowy nadano na cześć koleopterologa Charlesa Watta.
Chrząszcz o ciele długości od 2,7 do 2,8 mm, szerokim, około 1,7 raza dłuższym niż szerszym, ubarwionym czarno z co najwyżej nieco jaśniejszymi udami i goleniami oraz ciemnobrązowymi: czułkami, stopami i końcowymi segmentami odwłoka. Owłosienie ciała jest bardzo krótkie i delikatne. Na czole bark pary wcisków. Aparat gębowy cechuje brak przeplatanych rzędów długich szczecinek na wierzchołkach żuwek zewnętrznych oraz wklęśnięta przednia krawędź przedbródka. Przedtułów cechują niewystające za jego tylną krawędź tylne kąty przedplecza oraz pojedyncze oszczecione dołki na hypomerach. Golenie przedniej pary odnóży pozbawione są grzebyków szczecinek. Wyrostek śródpiersia jest węższy niż zaokrąglone biodra środkowej pary odnóży. Linie biodrowe przy tejże parze odnóży są równoległe do bioder. Pokrywy charakteryzuje połączenie rzędów nasadowych z przytarczkowymi. U samca piąty widoczny sternit odwłoka ma łukowatą tylną krawędź, a szósty jest ku tyłowi trójkątnie rozszerzony.
Owad endemiczny dla Nowej Zelandii, znany tylko z Wyspy Północnej.